# 1999 na televisão
Nesta página encontram-se os fatos, estreias e términos sobre televisão que aconteceram durante o ano de 1999.

## Eventos

### Janeiro
- 1 de janeiro
  - Crise da Rede Manchete leva a emissora a alcançar baixos índices de audiência no Ibope.
  - A TV Cultura, SBT, Rede Globo, Rede Record, Rede Manchete, CNT, Rede Bandeirantes, GloboNews e TVE Brasil exibem a cerimônia de posse do segundo mandato do presidente Fernando Henrique Cardoso, ao vivo de Brasília, Distrito Federal.
- 11 de janeiro
  - Na TV Cultura, o Jornal da Cultura ganha nova vinheta de abertura, cenário e grafismos.
  - Na TV Cultura, o Jornal da Cultura 60 Minutos ganha nova vinheta de abertura, cenário e grafismos.
- 17 de janeiro — Na TV Cultura, o Cartão Verde ganha nova vinheta de abertura, cenário e grafismos.
- 29 de janeiro — Na Rede Globo, o Jornal Hoje ganha novo cenário.

### Fevereiro
- 1 de fevereiro — Entra no ar a TV Século 21.

### Março
- 26 de março — Na Rede Globo, o Globo Repórter muda de cenário.
- 30 de março — Na Rede Record, o Jornal da Record ganha nova vinheta de abertura, cenário e grafismos.

### Abril
- 15 de abril — A Rede Mulher é vendida pelo bispo e fundador da Igreja Universal do Reino de Deus Edir Macedo, que também é dono da Rede Record.[1]

### Maio
- 10 de maio — Sai do ar a Rede Manchete, depois de tantas dívidas não pagas. Entra no ar, provisoriamente, a TV!.

### Junho
- 29 de junho–18 de julho — A Rede Globo, Rede Bandeirantes e SporTV transmitem a Copa América de 1999.

### Julho
- 25 de julho–4 de agosto — A Rede Globo e a Rede Bandeirantes transmitem a Copa das Confederações FIFA de 1999.

### Agosto
- 13 de agosto — Entra no ar a Rede Internacional de Televisão, emissora ligada à Igreja Internacional da Graça de Deus.

### Setembro
- 4 de setembro
  - Na Rede Globo, a Temperatura Máxima ganha nova vinheta de abertura e grafismos.
  - Na Rede Globo, o Supercine ganha nova vinheta de abertura e grafismos.
  - Na Rede Globo, a Sessão de Gala ganha nova vinheta de abertura e grafismos.
- 5 de setembro — Na Rede Globo, o Domingo Maior ganha nova vinheta de abertura e grafismos.
- 6 de setembro
  - Na Rede Globo, a Sessão da Tarde ganha nova vinheta de abertura e grafismos.
  - Na Rede Globo, a Tela Quente ganha nova vinheta de abertura e grafismos.
  - Na Rede Globo, o Corujão ganha nova vinheta de abertura e grafismos.
- 11 de setembro
  - Na Rede Globo, a Temperatura Máxima ganha nova vinheta de abertura e grafismos.
  - Na Rede Globo, a Sessão de Gala ganha nova vinheta de abertura e grafismos.
- 12 de setembro — Na Rede Globo, o Domingo Maior ganha nova vinheta de abertura e grafismos.
- 24 de setembro — O SBT promove a 2.ª edição do Teleton em prol da AACD.

### Outubro
- 18 de outubro
  - Na Rede Globo, o Bom Dia Brasil muda de cenário, vinheta de abertura e gráficos.
  - Na Rede Globo, Carlos Nascimento assume a bancada do Jornal Hoje e ganha nova vinheta de abertura e grafismos.
  - Na Rede Globo, o Praça TV muda de cenário, vinheta de abertura e gráficos.
  - Na Rede Globo, o Jornal Nacional muda o seu pacote gráfico.
  - Na Rede Globo, o Jornal da Globo ganha nova vinheta de abertura e gráficos.
  - Na Rede Globo, o Intercine ganha nova vinheta de abertura e grafismos.
- 24 de outubro — Na Rede Globo, o Fantástico muda de cenário.

### Novembro
- 8 de novembro — A TV Alagoas de Maceió deixa de transmitir a programação da CNT e passa transmitir a programação da Rede Bandeirantes.
- 15 de novembro — Entra no ar a RedeTV!, em substituição a Rede Manchete.[2]

### Dezembro
- 20 de dezembro — Na Rede Globo, a Tela Quente Especial ganha nova vinheta de abertura e grafismos.
- 22 de dezembro — Na Rede Globo, o Cinema Especial ganha nova vinheta de abertura e grafismos.
- 25 de dezembro — Na Rede Globo, o Supercine Especial ganha nova vinheta de abertura e grafismos.

## Programas

### Brasil

#### Janeiro
- 1 de janeiro — A Rede Globo exibe a Retrospectiva 98.
- 4 de janeiro — Estreia Luz Clarita no SBT.
- 5 de janeiro — Estreia O Auto da Compadecida na Rede Globo.
- 6 de janeiro — Estreia O Belo e as Feras na Rede Globo.
- 8 de janeiro — Termina O Auto da Compadecida na Rede Globo.
- 12 de janeiro — Estreia Chiquinha Gonzaga na Rede Globo.
- 13 de janeiro — Estreia Erótica MTV na MTV Brasil.
- 15 de janeiro — Termina Torre de Babel na Rede Globo.
- 18 de janeiro — Estreia Suave Veneno na Rede Globo.
- 22 de janeiro — Termina Na Rota do Crime na Rede Manchete.

#### Fevereiro
- 24 de fevereiro — Termina Especial Sertanejo na Rede Record.
- 27 de fevereiro — Estreia Supernova na MTV Brasil.

#### Março
- 1 de março — Estreia Escolinha do Barulho na Rede Record.
- 7 de março — Estreia Piores Clipes do Mundo na MTV Brasil.
- 12 de março — Termina Quatro por Quatro no Vale a Pena Ver de Novo na Rede Globo.
- 15 de março — Reestreia O Rei do Gado no Vale a Pena Ver de Novo na Rede Globo.
- 19 de março
  - Termina Meu Bem Querer na Rede Globo.
  - Termina Chiquinha Gonzaga na Rede Globo.
- 22 de março — Estreia Andando nas Nuvens na Rede Globo.
- 25 de março — Estreia Zorra Total na Rede Globo.
- 27 de março — Estreia Samba, Pagode & Cia. na Rede Globo.
- 28 de março — Estreia Eliana no Parque na Rede Record.
- 29 de março
  - Termina Estrela de Fogo na Rede Record.
  - Termina Jornal Onze e Meia na Rede Record.
- 30 de março — Estreia Louca Paixão na Rede Record.

#### Abril
- 2 de abril — Termina Meu Pé de Laranja Lima na Rede Bandeirantes.
- 5 de abril — Termina Luz Clarita no SBT.
- 11 de abril
  - Estreia Sandy & Junior na Rede Globo.
  - Estreia Amigos & Amigos na Rede Globo.
- 17 de abril — Estreia Zapping na Rede Record.

#### Maio
- 1 de maio — Termina Notícias do Dia no SBT.
- 7 de maio — Termina Pecado Capital na Rede Globo.
- 8 de maio — Termina Jornal da Manchete na Rede Manchete.
- 10 de maio
  - Estreia Pokémon na Rede Record.
  - Estreia Força de um Desejo na Rede Globo.
- 15 de maio — Termina Samba, Pagode & Cia. na Rede Globo.
- 22 de maio — Termina O Belo e as Feras na Rede Globo.
- 24 de maio
  - Estreia Mãe de Gravata na CNT.
  - Estreia Cadeia Alborghetti na CNT.
- 26 de maio — Estreia Família Sertaneja na CNT.
- 27 de maio — Reestreia Linha Direta na Rede Globo.
- 29 de maio — Estreia Clipper na CNT.
- 30 de maio — Termina Pé na Cozinha na MTV Brasil.

#### Junho
- 4 de junho — Termina Caminhos do Amor na Rede Record.
- 7 de junho — Estreia Belas e Intrépidas na Rede Record.
- 13 de junho — Estreia A Guerra dos Pintos na Rede Bandeirantes.
- 18 de junho
  - Termina Pérola Negra no SBT.
  - Termina Disque Record na Rede Record.
- 22 de junho — Estreia A Usurpadora no SBT.
- 30 de junho — Estreia Quarta Total na Rede Record.

#### Julho
- 23 de julho — Termina Pra Valer na TV!.
- 25 de julho — Termina Fantasia no SBT.

#### Agosto
- 1 de agosto — Reestreia Qual É a Música? no SBT.
- 13 de agosto — Termina O Rei do Gado no Vale a Pena Ver de Novo na Rede Globo.
- 16 de agosto — Reestreia A Indomada no Vale a Pena Ver de Novo na Rede Globo.
- 23 de agosto — Estreia Resposta MTV na MTV Brasil.

#### Setembro
- 10 de setembro — Termina Louca Paixão na Rede Record.
- 13 de setembro — Estreia Tiro & Queda na Rede Record.
- 17 de setembro
  - Termina Suave Veneno na Rede Globo.
  - Termina Jornal da Cultura 60 Minutos na TV Cultura.
- 20 de setembro — Estreia Terra Nostra na Rede Globo.
- 24 de setembro — Termina Glub-Glub na TV Cultura.
- 27 de setembro — Estreia Conversa Afiada na TV Cultura.

#### Outubro
- 4 de outubro
  - Estreia As Aventuras de Tiazinha na Rede Bandeirantes.
  - Programa H passa a se chamar O+ na Rede Bandeirantes.
- 15 de outubro — Termina a 5.ª temporada de Malhação na Rede Globo.
- 18 de outubro
  - Estreia Mais Você na Rede Globo.
  - Estreia da 6.ª temporada de Malhação na Rede Globo.
- 22 de outubro — Termina Belas e Intrépidas na Rede Record.
- 25 de outubro — Estreia Dragon Ball Z na Rede Bandeirantes.

#### Novembro
- 5 de novembro — Termina Andando nas Nuvens na Rede Globo.
- 7 de novembro
  - Termina Amigos & Amigos na Rede Globo.
  - Estreia Jogo do Milhão no SBT.
  - Termina Programa de Domingo na TV!.
- 8 de novembro
  - Termina A Usurpadora no SBT.
  - Estreia Vila Madalena na Rede Globo.
- 9 de novembro — Estreia O Privilégio de Amar no SBT.
- 14 de novembro — Estreia Canta e Dança, Minha Gente no SBT.
- 15 de novembro
  - Estreia Brasil TV! na RedeTV!.
  - Estreia Galera na TV na RedeTV!.
  - Estreia A Casa é Sua na RedeTV!.
  - Estreia RTV! na RedeTV!.
  - Estreia o bloco Série Especial na RedeTV!.
  - Estreia Interligado na RedeTV!.
  - Estreia TV Magia na RedeTV!.
  - Estreia TV Fama na RedeTV!.
  - Estreia Superpop na RedeTV!.
  - Estreia Jornal da TV! na RedeTV!.
  - Estreia TV Economia na RedeTV!.
  - Estreia Te vi na TV na RedeTV!.
- 16 de novembro — Estreia Cine Total na RedeTV!.
- 20 de novembro — Estreia Friends na RedeTV!.
- 21 de novembro
  - Estreia Bola na Rede na RedeTV!.
  - Estreia Leitura Dinâmica na RedeTV!.
- 26 de novembro — Termina Leão Livre na Rede Record.

#### Dezembro
- 4 de dezembro — Termina A Guerra dos Pintos na Rede Bandeirantes.
- 13 de dezembro — Estreia Programa Olga Bongiovanni na Rede Bandeirantes.
- 15 de dezembro — Estreia Luna Caliente na Rede Globo.
- 17 de dezembro — Termina Luna Caliente na Rede Globo.
- 25 de dezembro — Termina MTV al Dente na MTV Brasil.
- 30 de dezembro
  - Termina Teleguiado na MTV Brasil.
  - A Rede Globo exibe a Retrospectiva 99.
  - Termina Jô Soares Onze e Meia no SBT.
- 31 de dezembro
  - Termina a 4.ª temporada de Chiquititas no SBT.
  - A Rede Globo exibe o Show da Virada.

### Estados Unidos

#### Janeiro
- 4 de janeiro — Estreia Ed, Edd n Eddy (no Brasil: Du, Dudu e Edu) no Cartoon Network.
- 25 de janeiro — Estreia Zoboomafoo no bloco PBS Kids na PBS.
- 31 de janeiro — Estreia Family Guy (no Brasil: Uma Família da Pesada) na Fox.

#### Março
- 28 de março — Estreia Futurama na Fox.

#### Maio
- 1 de maio — Estreia SpongeBob SquarePants (no Brasil: Bob Esponja) na Nickelodeon.

## Nascimentos
| Data            | Nome                      | Profissão                            | Nacionalidade             | Observações | Ref |
| --------------- | ------------------------- | ------------------------------------ | ------------------------- | ----------- | --- |
| 11 de janeiro   | Lawrran Couto             | Ator e modelo                        | Brasil                    |             |     |
| 18 de janeiro   | Karan Brar                | Ator                                 | Estados Unidos            |             |     |
| 20 de janeiro   | Shannon Tavarez           | Ator                                 | Estados Unidos            | m.2010      |     |
| 25 de janeiro   | Jai Waetford              | Ator                                 | Austrália                 |             |     |
| 29 de janeiro   | Vinícius Moreno           | Ator                                 | Brasil                    |             |     |
| 7 de fevereiro  | Bea Miller                | Atriz                                | Estados Unidos            |             |     |
| 14 de fevereiro | Harry Holland             | Ator e diretor                       | Inglaterra                |             |     |
| 14 de fevereiro | Sam Holland               | Ator e Irmão gémeo de Harry Holland  | Inglaterra                |             |     |
| 23 de fevereiro | Lívian Aragão             | Atriz                                | Brasil                    |             |     |
| 10 de março     | Bruna Griphao             | Atriz                                | Brasil                    |             |     |
| 22 de março     | Gavin MacIntosh           | Ator                                 | Estados Unidos            |             |     |
| 25 de março     | Mikey Madison             | Atriz                                | Estados Unidos            |             |     |
| 29 de março     | Hana Hayes                | Atriz                                | Estados Unidos            |             |     |
| 29 de março     | Gabz                      | Atriz, cantora, compositora e rapper | Brasil                    |             |     |
| 2 de abril      | Sophie Reynolds           | Atriz                                | Estados Unidos            |             |     |
| 5 de abril      | João Fernandes            | Ator                                 | Brasil                    |             |     |
| 13 de abril     | Tawinan Anukoolprasert    | Ator, cantor e modelo                | Tailândia                 |             |     |
| 20 de abril     | Carly Rose Sonenclar      | Atriz                                | Estados Unidos            |             |     |
| 30 de abril     | Krit Amnuaydechkorn       | Ator, cantor e modelo                | Tailândia                 |             |     |
| 5 de maio       | Jonny Gray                | Ator                                 | Canadá                    |             |     |
| 11 de maio      | Sabrina Carpenter         | Atriz                                | Estados Unidos            |             |     |
| 11 de maio      | Madison Lintz             | Atriz                                | Estados Unidos            |             |     |
| 12 de maio      | Kenshi Okada              | Ator                                 | Japão                     |             |     |
| 18 de maio      | Nuttarat Tangwai          | Ator e cantor                        | Tailândia                 |             |     |
| 22 de maio      | Camren Bicondova          | Atriz                                | Estados Unidos            |             |     |
| 24 de maio      | Tarjei Sandvik Moe        | Ator                                 | Noruega                   |             |     |
| 25 de maio      | Brec Bassinger            | Atriz                                | Estados Unidos            |             |     |
| 27 de maio      | Lily-Rose Depp            | Atriz                                | Estados Unidos            |             |     |
| 28 de maio      | Cameron Boyce             | Ator                                 | Estados Unidos            | m.2019      |     |
| 30 de maio      | Sean Giambrone            | Ator                                 | Estados Unidos            |             |     |
| 1 de junho      | Sofia Hublitz             | Atriz                                | Estados Unidos            |             |     |
| 4 de junho      | Kim So-hyun               | Atriz                                | Coreia do Sul             |             |     |
| 14 de junho     | Clara Tiezzi              | Atriz                                | Brasil                    |             |     |
| 17 de junho     | Isabella Moreira          | Atriz e modelo                       | Brasil                    |             |     |
| 19 de junho     | Jessica Alexander         | Atriz                                | Reino Unido               |             |     |
| 20 de junho     | Kayla Maisonet            | Atriz                                | Estados Unidos            |             |     |
| 26 de junho     | Harley Quinn Smith        | Atriz                                | Estados Unidos            |             |     |
| 27 de junho     | Chandler Riggs            | Ator                                 | Estados Unidos            |             |     |
| 6 de julho      | Chaikamon Sermsongwittaya | Ator e cantor                        | Tailândia                 |             |     |
| 6 de julho      | José Victor Pires         | Ator                                 | Brasil                    |             |     |
| 12 de julho     | Joana Mocarzel            | Atriz                                | Brasil                    |             |     |
| 14 de julho     | Konstantino Atan          | Ator                                 | Brasil                    |             |     |
| 14 de julho     | Clara Tiezzi              | Atriz                                | Brasil                    |             |     |
| 15 de julho     | Amanda Azevedo            | Atriz                                | Brasil                    |             |     |
| 16 de julho     | João Gabriel Marinho      | Ator e Cantor                        | Brasil                    |             |     |
| 30 de julho     | Joey King                 | Atriz                                | Estados Unidos            |             |     |
| 13 de agosto    | Corey Fogelmanis          | Ator                                 | Estados Unidos            |             |     |
| 14 de agosto    | Christian Malheiros       | Ator                                 | Brasil                    |             |     |
| 19 de agosto    | Ethan Cutkosky            | Ator                                 | Estados Unidos            |             |     |
| 22 de agosto    | Ricardo Hurtado           | Ator                                 | Estados Unidos            |             |     |
| 7 de setembro   | Cameron Ocasio            | Ator                                 | Estados Unidos            |             |     |
| 9 de setembro   | Ronni Hawk                | Atriz                                | Estados Unidos            |             |     |
| 10 de setembro  | Ruan Aguiar               | Ator                                 | Brasil                    |             |     |
| 22 de setembro  | Kim Yoo-Jung              | Atriz                                | Coreia do Sul             |             |     |
| 24 de setembro  | Mei Nagano                | Atriz e Modelo                       | Japão                     |             |     |
| 27 de setembro  | Gabriel Santana           | Ator                                 | Brasil                    |             |     |
| 8 de outubro    | Putthipong Assaratanakul  | Ator e cantor                        | Tailândia                 |             |     |
| 10 de outubro   | Lee Eun-saem              | Atriz                                | Coreia do Sul             |             |     |
| 15 de outubro   | Bailee Madison            | Atriz                                | Estados Unidos            |             |     |
| 31 de outubro   | Danielle Rose Russell     | Atriz                                | Estados Unidos            |             |     |
| 1 de novembro   | Buddy Handleson           | Ator                                 | Estados Unidos            |             |     |
| 9 de novembro   | Karol Sevilla             | Atriz                                | México                    |             |     |
| 11 de novembro  | Lomon                     | Ator e modelo                        | Uzbequistão Coreia do Sul |             |     |
| 8 de dezembro   | Cho Yi-hyun               | Atriz                                | Coreia do Sul             |             |     |
| 15 de dezembro  | Erika Tham                | Atriz                                | Singapura                 |             |     |

## Mortes
| Data            | Nome                 | Profissão                        | Nacionalidade  | Observações | Ref    |
| --------------- | -------------------- | -------------------------------- | -------------- | ----------- | ------ |
| 11 de fevereiro | Walter Stuart        | ator e humorista                 | Brasil         | n. 1922     | [ 3 ]  |
| 16 de maio      | Luiz Armando Queiroz | ator e diretor                   | Brasil         | n. 1945     | [ 4 ]  |
| 18 de maio      | Dias Gomes           | dramaturgo e escritor de novelas | Brasil         | n. 1922     | [ 5 ]  |
| 12 de junho     | Carlos Kroeber       | ator                             | Brasil         | n. 1934     | [ 6 ]  |
| 19 de junho     | Heloísa Helena       | atriz                            | Brasil         | n. 1910     | [ 7 ]  |
| 28 de junho     | Ariel Coelho         | ator                             | Brasil         | n. 1951     | [ 8 ]  |
| 5 de julho      | Consuelo Leandro     | atriz e comediante               | Brasil         | n. 1932     | [ 9 ]  |
| 20 de julho     | Sandra Gould         | atriz                            | Estados Unidos | n. 1916     | [ 10 ] |
| 25 de julho     | Rony Cócegas         | ator e comediante                | Brasil         | n. 1940     | [ 11 ] |
| 22 de setembro  | George C. Scott      | ator, produtor e cineasta        | Estados Unidos | n. 1927     | [ 12 ] |
| 8 de outubro    | Zezé Macedo          | atriz e comediante               | Brasil         | n. 1916     | [ 13 ] |
| 13 de outubro   | Rodrigo Santiago     | ator e professor                 | Brasil         | n. 1943     | [ 14 ] |
| 17 de outubro   | Hilton Gomes         | jornalista                       | Brasil         | n. 1924     | [ 15 ] |
| 8 de dezembro   | Milton Carneiro      | ator e comediante                | Brasil         | n. 1923     | [ 16 ] |